# جرمایا رایت
جرمایا آلوِستا رایت جونیور (متولد ۲۲ سپتامبر ۱۹۴۱) کشیش بازنشسته کلیسای ترینیتی متحد مسیح در شیکاگو است، جماعتی که مدت ۳۶ سال او رهبری اش کرد و طی آن تعداد اعضای آن به بیش از ۸۰۰۰ نفر از کلیسارو افزایش یافت. پس از بازنشستگی، هنگامی که بخشهایی از خطبه‌های وی دربارهٔ حملات تروریستی به ایالات متحده و عدم صداقت دولت در ارتباط با مبارزات انتخاباتی ریاست جمهوری باراک اوباما تبلیغ شد، اعتقادات و موعظه‌های وی مورد موشکافی قرار گرفت.

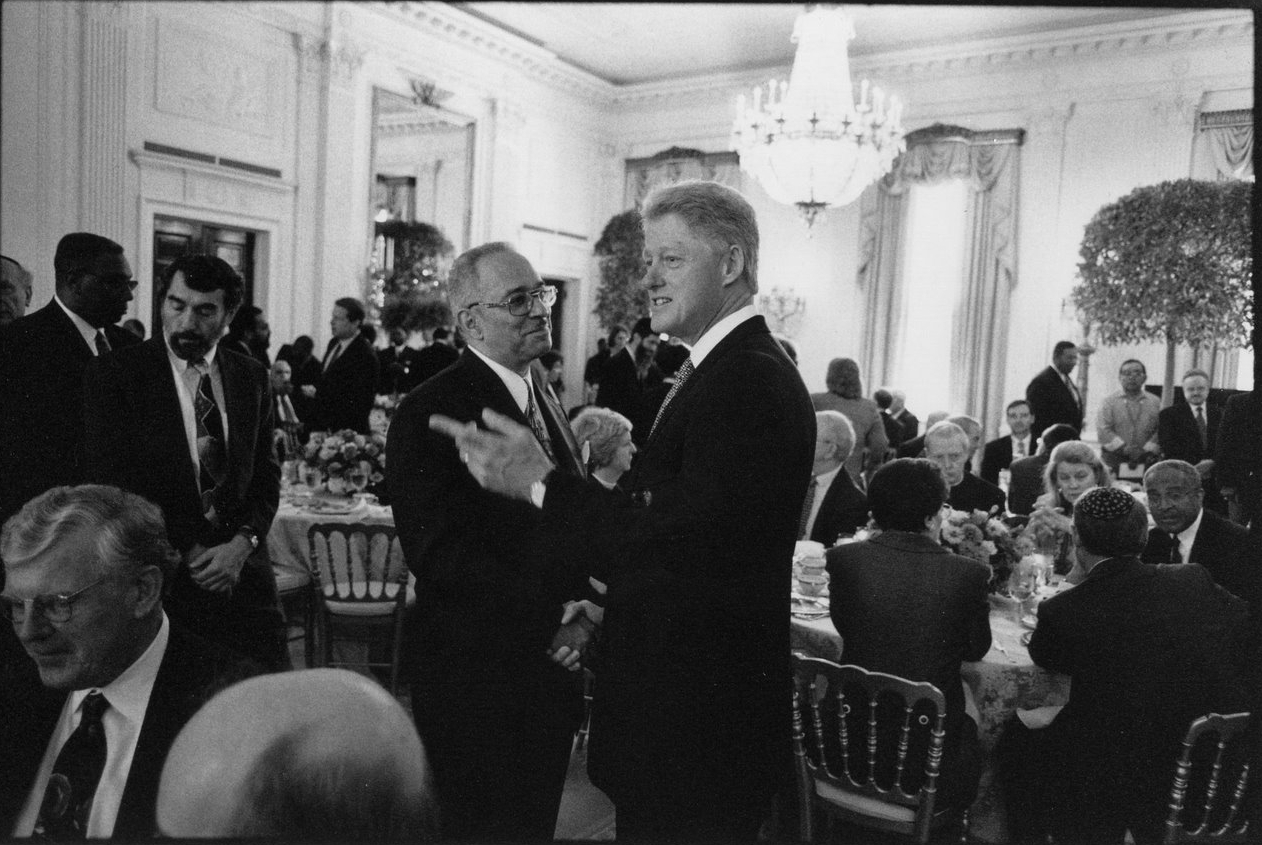
جرمیا رایت (مرکز چپ)، در سال ۱۹۹۸، هنگام استقبال از رئیس‌جمهور بیل کلینتون در هنگام صبحانه نماز در کاخ سفید، سلام و احوالپرسی کرد

## جنجال‌ها
رایت، که کشیش پیشین باراک اوباما بود، در مارس ۲۰۰۸ هنگامی که ABC News، پس از بررسی ده‌ها خطبه رایت، بخشهای منتخبی را که مورد موشکافی شدید رسانه‌ها بود گلچین کرد، مورد توجه ملی قرار گرفت. اوباما اظهارات مورد بحث را تقبیح کرد، اما پس از آنکه منتقدان همچنان بر سر مسئله رابطه وی با رایت پافشاری کردند، وی سخنرانی با عنوان " یک اتحادیه کامل تر " ارائه داد، که در آن سخنان رایت را نکوهش کرد، اما از او به عنوان یک شخصیتی ابراز برائت نکرد. این مجادله کم‌کم کمرنگ شد، اما در اواخر آوریل هنگامی که رایت با در رسانه‌ها حضور یافت، از جمله مصاحبه در بیل مویرز ژورنال، سخنرانی در NAACP و سخنرانی در باشگاه ملی مطبوعات، جان دوباره ای گرفت. پس از آخرین مورد، اوباما با شدت بیشتری علیه کشیش سابق خود صحبت کرد و گفت که او از رفتار خود «خشمگین» و «ناراحت» است و در ماه مه از عضویت در این کلیسا استعفا داد.